# دونالد وايتسايد
دونالد وايتسايد (بالإنجليزية: Donald Whiteside)‏ مواليد 25 أبريل 1969 في شيكاغو، هو لاعب كرة سلة أمريكي معتزل. بدأ مسيرته الاحترافية في سنة 1992. يبلغ طوله 5 قدم 10 بوصة (1.8 م). اعتزل اللعب في 2001.

## المسيرة الاحترافية
لعب مع تورونتو رابتورز في موسم 1996–1997، ثم لعب مع أتلانتا هوكس في سنة 1997، ثم لعب مع نادي قصرش لكرة السلة في الدوري الإسباني في موسم 1998–1999.

## روابط خارجية
- دونالد وايتسايد على موقع إن بي أي (الإنجليزية)
- دونالد وايتسايد على موقع سبورتس رفرنس (الإنجليزية)
- دونالد وايتسايد على موقع الدوري الإسباني لكرة السلة (الإسبانية)
- دونالد وايتسايد على موقع كرة السلة الأوروبية.كوم (الإنجليزية)
- دونالد وايتسايد على موقع كلية كرة السلة في سبورتس رفرنس.كوم (الإنجليزية)
- دونالد وايتسايد على موقع ريلجم (الإنجليزية)
- دونالد وايتسايد على موقع بروبوليرز (الإنجليزية)